# 1976年蘇聯米格機降落日本事件

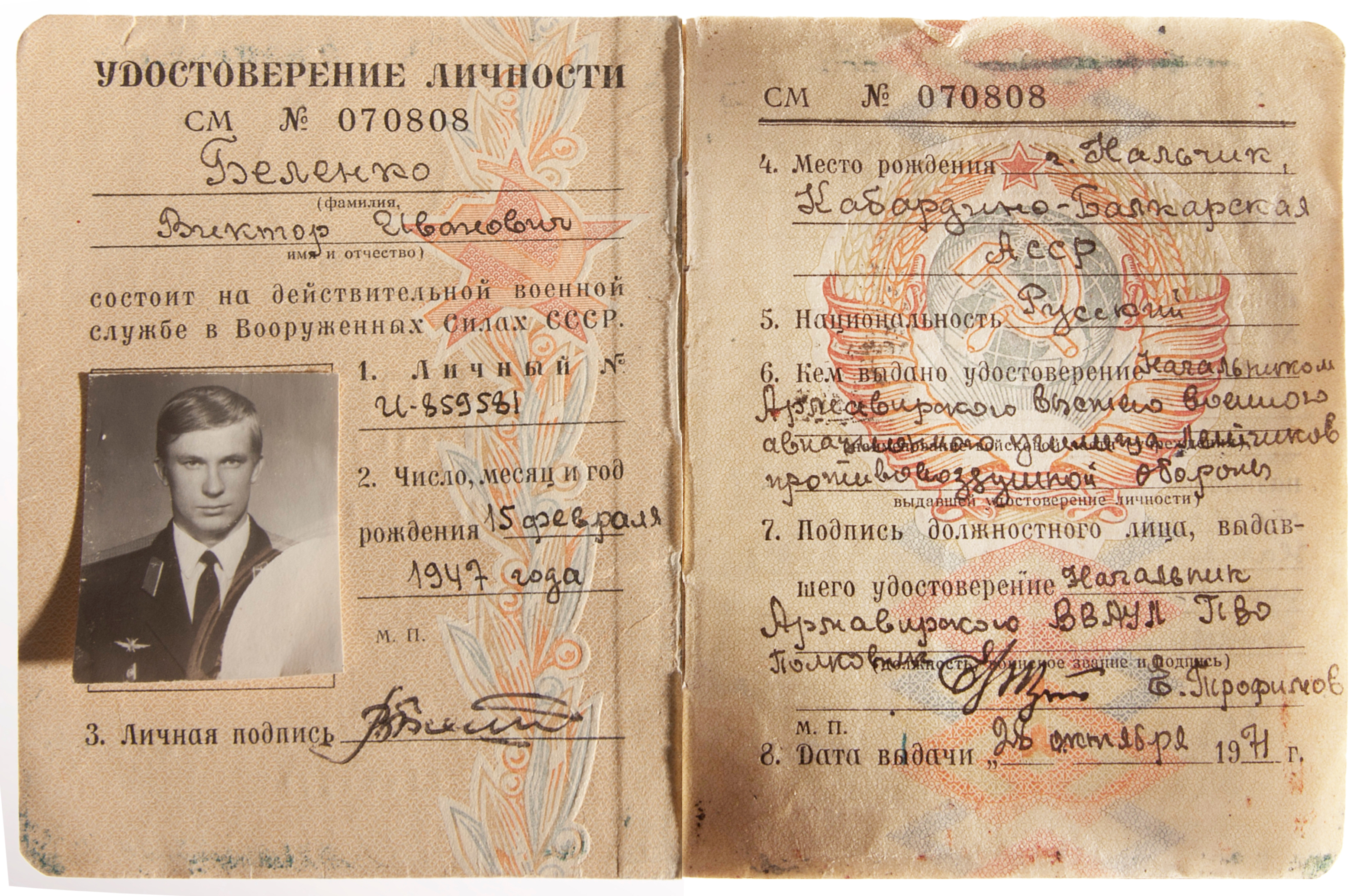
別連科的軍人證件

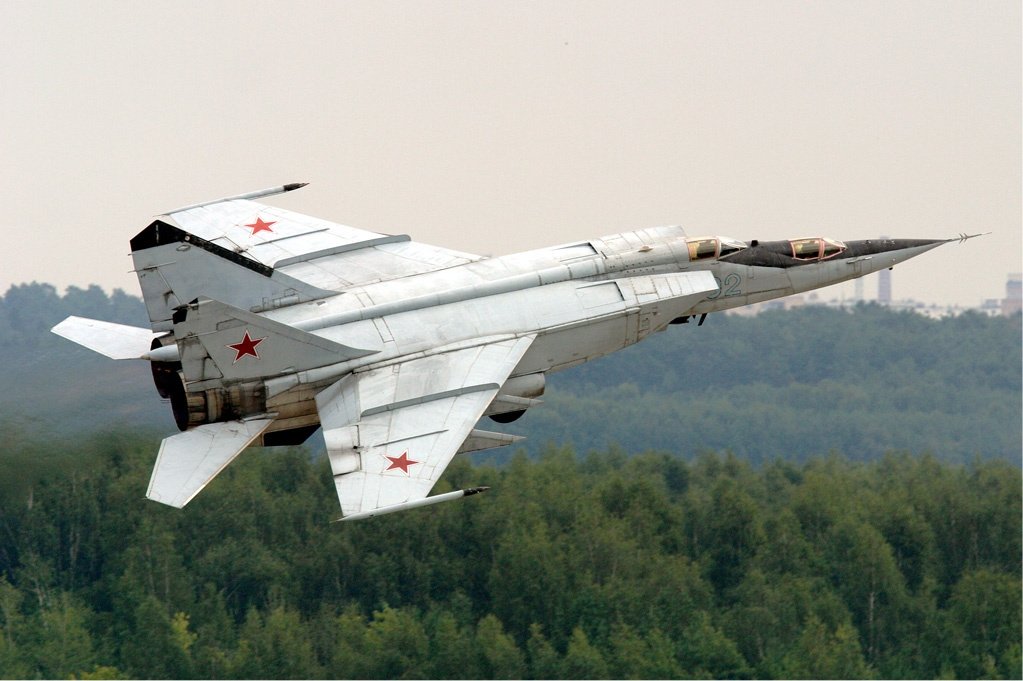
俄國米格-25PU

1976年蘇聯米格機降落日本事件，日本稱別連科中尉流亡事件（日語：ベレンコ中尉亡命事件），是冷戰時期的1976年9月6日，蘇聯空軍現役高級中尉維克多·別連科駕駛米格-25戰機於日本函館機場強行降落，要求流亡的事件。別稱米格25事件。

## 經過
1976年9月6日，別連科和蘇聯國土防空軍中隊的其他幾名飛行員從距離海參崴約190公里的丘古耶夫卡空軍基地起飛進行訓練。別連科先依照飛行計畫爬升，然後迅速下降，飛向大海。
下午1點10分左右，日本雷達發現了別連科的飛機，1點20分左右，第302戰術戰鬥機中隊的兩架F-4EJ幽靈戰鬥機從札幌附近的千歲空軍基地起飛。
別連科的北海道地圖只顯示了千歲空軍基地，他打算在那裡降落。他原以為會被軍機攔截並護送至千歲或另一個軍事基地。然而當時天氣多雲，日本地面雷達無法完全追蹤別連科的飛機。F-4戰鬥機於1974年才開始在日本航空自衛隊服役，其俯視雷達很差，也無法定位別連科的飛機。
由於燃油不足，別連科最後找到了位於北海道南部的函館機場降落。

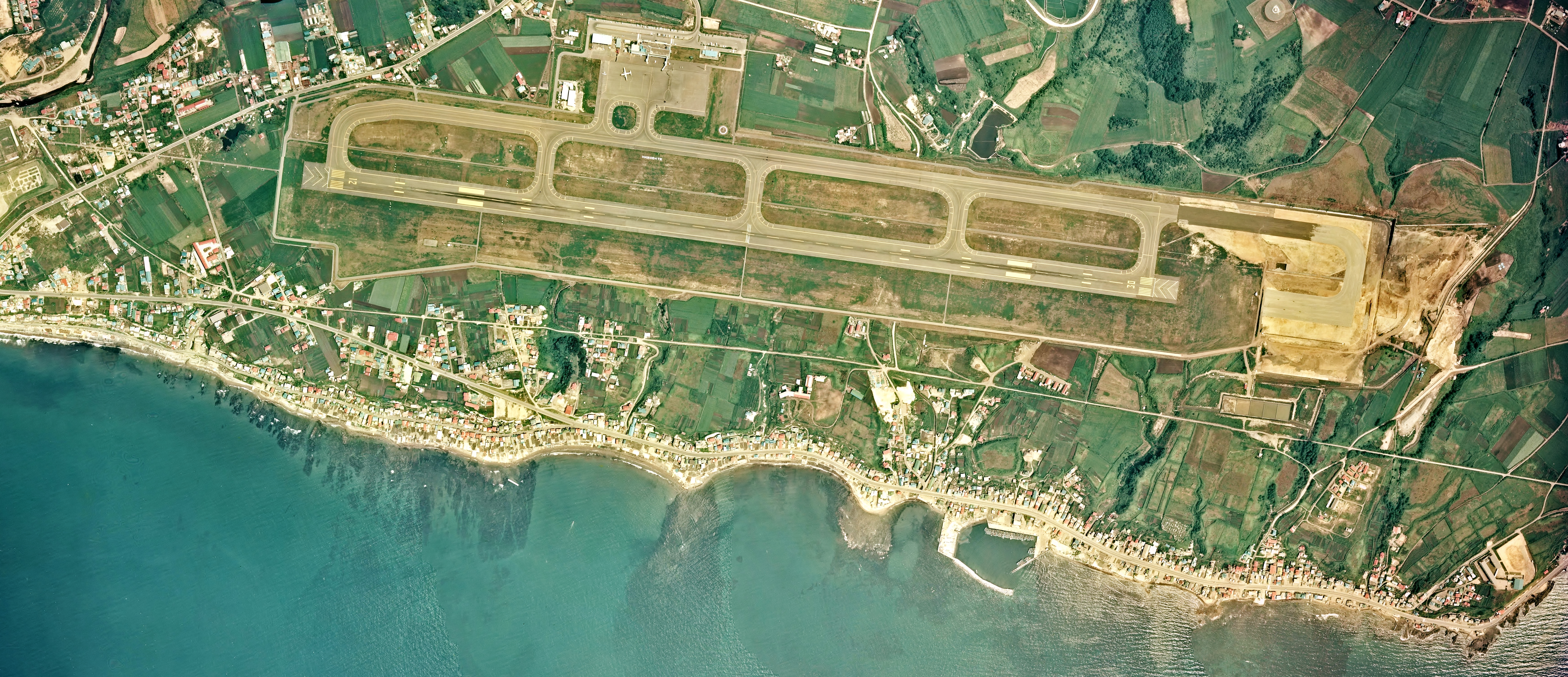
函館機場

別連科繞函館機場三圈後降落。降落時他差點撞上一架正在起飛的波音727客機。函館機場跑道對他的飛機來說太短了，因此儘管他使用了飛機的錐套降落傘，前起落架的輪胎還是爆胎，飛機衝出跑道末端240公尺，最終停在航向天線前，還剩約30秒的燃料。
別連科原本打算降落在軍事空軍基地，並沒有計畫降落在民用機場。本地人和工人開始聚集，有些人開始拍照。別連科用他的制式手槍向空中開槍。
函館航空管制員聯繫了自衛隊，但被告知要報警。下午2點10分左右，警察趕到並關閉了機場。
別連科因侵犯日本領空和持有槍枝罪被北海道警方逮捕。在接受警方詢問時，他向美國申請政治庇護。
蘇聯要求與別連科面談，並將他交還給蘇聯。9月7日，別連科被轉移到東京，9月8日，美國宣布給予他政治庇護。
9月9日，蘇聯大使館代表會見別連科，試圖說服他返回蘇聯，但沒有成功。之後，別連科搭乘西北航空的班機離開日本前往美國。
9月9日，法務省將米格機的管轄權移交給防衛廳。

### 搬運米格-25
米格-25抵達函館機場後，被遮擋起來。在一個小型民用機場仔細檢查米格-25是不切實際的，而且它太大，日本飛機無法搬運。
9月25日，米格-25被部分拆卸，並由美國空軍洛克希德C-5A運輸機從函館機場運往百里空軍基地。 C-5A從北海道飛往本州時由F-4戰鬥機護航。

### 運抵百里基地
別連科9月6日離開基地時，帶著該機的訓練手冊，準備試飛給美國空軍看。鑑於蘇聯要求歸還飛機的壓力，日本不允許美國接收或駕駛這架飛機。
日本和美國的技術人員在百里基地將該機拆解並進行了詳細分析。最終，它被裝進大約40個箱子運回蘇聯。 蘇聯人抱怨說大約有20件零件遺失了。11月15日，從百里基地運往蘇聯。

## 後續

### 日本
蘇聯政府對此事極為不滿，因飛機受損向日本索賠1000萬美元。日本向蘇聯索賠函館機場的受損和運輸費用4萬美元。據了解，雙方均未支付帳單。
此事件是叛逃，而不是攻擊，但仍然凸顯了日本防空系統的缺陷。日本雷達無法追蹤他，日本戰鬥機也無法攔截他，導致日本改變了防禦系統。
日本航空自衛隊購買了格魯曼公司的E-2空中預警機，幾年後又購買了麥克唐納-道格拉斯公司具有更好俯視雷達能力的F-15鷹式戰鬥機。F-15的開發是由於美國對米格-25能力的擔憂而推動的。日本後來也提高了F-4的俯視能力。

### 香港
1977年，香港推出改編自此事件之諜報電影狐蝠。